# Uraka, leonsko-kastiljska kraljica
Uraka Leonska i Kastiljska (šp. Urraca; travanj 1079. – 8. ožujka 1126.) bila je kraljica Leona, Kastilje i Galicije.

## Životopis
Uraka je rođena u travnju 1079. godine. Urakin je otac bio Alfons VI. Hrabri, "car triju vjera". Njegova druga supruga, Konstancija Burgundska, bila je Urakina majka. Uraka je bila unuka Sanče Leonske i Ferdinanda I. Elvira Kastiljska bila je Urakina polusestra.
Uraka se vrlo mlada udala za grofa Rajmunda od Burgundije. Njihov je sin bio Alfons VII., leonsko-kastiljski kralj.
Poslije se udala za Alfonsa I. Aragonskog, ali su se rastali.
Zapamćena je kao skromna i hrabra žena, ali je to pridonijelo tome da se na nju gleda kao na perverznu ženu, zbog toga što je imala dvoje izvanbračne djece.
Umrla je 8. ožujka 1126., u dobi od 46 godina. Pokopana je u bazilici svetog Izidora.